# Dazdie
Dazdie era el impuesto pagado por la servidumbre estatal gitana en Besarabia al Imperio ruso después de que la región fuera incorporada en 1812.
Los siervos del estado romaníes se organizaron en 3 categorías:
- Primera clase: deben abonar impuestos anuales de 40 leus rumanos;
- Segunda clase: deben abonar impuestos anuales de 20 leus rumanos;
- Tercera clase: compuesta por ancianos, viudas y huérfanos; están exentos de abonar impuestos.

Los siervos gitanos de propiedad privada no estaban obligados a pagar el impuesto.
Los siervos gitanos a menudo emigraron para evitar la explotación estatal y privada.